# Good Days
Good Days ist ein Jazzalbum des Chicago Underground Quartet. Die 2019 entstandenen Aufnahmen erschienen 2020 auf dem Label Astral Spirits.

## Hintergrund
Das Chicago Underground Quartet entstand um 2000 aus Gruppen, die der Trompeter Rob Mazurek organisierte, der manchmal im Duo mit dem Schlagzeuger Chad Taylor oder im Trio mit dem Gitarristen Jeff Parker auftrat. Die Quartettversion von Chicago Underground hatte zuvor (wie auch die 1998er Orchestra-Formation) nur ein Album veröffentlicht, im Jahr 2001 das selbstbetitelte Debüt beim Label Thrill Jockey. Seitdem waren die Musiker getrennte Wege gegangen – und keiner lebte zum Zeitpunkt der Aufnahmen in der Stadt, nach der die Band benannt ist. Produzent Chris Schlarb half zusammen mit dem Keyboarder Josh Johnson, der in Parkers New Breed-Projekt auch Saxophon spielt, das Ensemble in Kalifornien wieder zusammenzubringen.
Good Days war nach 19 Jahren Unterbrechung das zweite Album des Chicago Underground Quartet, einer Gruppe, die sich der Erforschung der äußeren Ränder des Jazz verschrieben hat – elektroakustisch, Free Jazz und Retro-Soul-Jazz, schrieb S. Victor Aaron. Ihr Musik sei letztlich einfach nicht kategorisierbar. Der Trompeter Rob Mazurek, der Schlagzeuger Chad Taylor und der Gitarrist Jeff Parker waren alle Teil des ursprünglichen Chicago Underground Quartet, das aus dem Chicago Underground Trio hervorging. Noel Kupersmith spielte um die Jahrtausendwende Bass; in der Besetzung von 2019 ist es Josh Johnson, der die Formation als Keyboard- und Synthesizerspieler zum Quartett macht.
Voraus ging der Produktion Mazureks Album Desert Encrypts Vol. 2 (Astral Spirits, 2019). Daraus stammte der Titel „Encrypts 37“, der auf vorliegenden Album als „Unique Spiral“ neu interpretiert wird. „Good Days (For Lee Anne)“ wurde von Jeff Parker geschrieben und erschien erstmals auf seinem Trio-Album Bright Light in Winter (Delmark, 2012).
Für Chris Schlarb bot die Möglichkeit, sie zu produzieren, auch eine Art Symmetrie zwischen Vergangenheit und Gegenwart. „Ich bin mit dieser Band aufgewachsen und wurde von ihnen beeinflusst“, sagt er. „Während der Sitzungen gab ich ihnen nur zurück, was sie mir gaben.“

## Titelliste

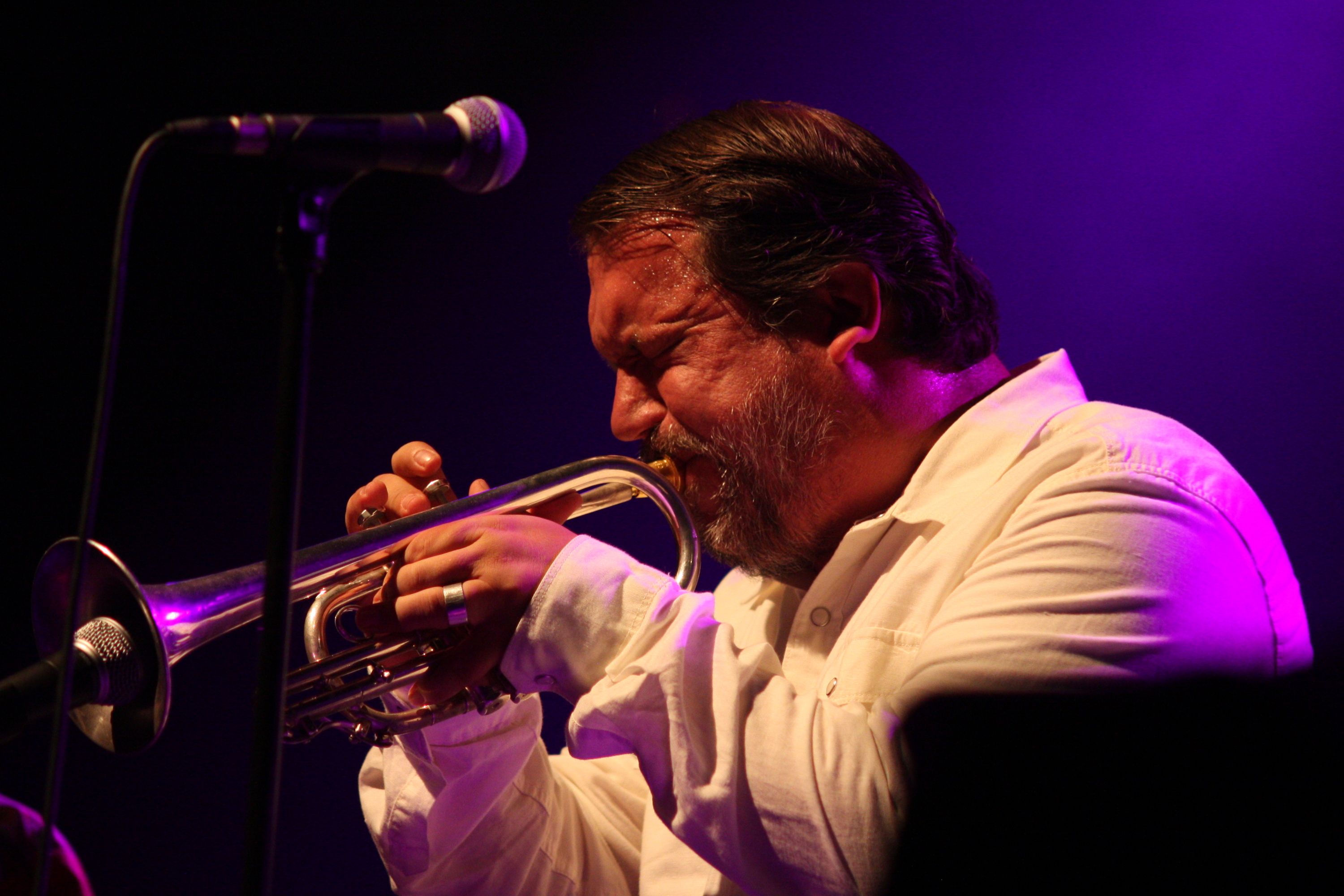
Rob Mazurek auf dem Deutschen Jazzfestival 2013

- Chicago Underground Quartet: Good Days (Astral Spirits AS 125)[5]

1. Orgasm (Alan Shorter) 5:32
2. Strange Wing (Rob Mazurek) 8:03
3. Good Days (For Lee Anne) (Jeff Parker) 	2:54
4. Batida (Chad Taylor) 2:38
5. All the Bells (Rob Mazurek) 3:58
6. Unique Spiral  (Rob Mazurek) 	5:30
7. Lomé (Chad Taylor) 5:13
8. Westview (Chad Taylor) 3:59

## Rezeption
Nach Ansicht von Aaron Cohen, der das Album im Down Beat mit vier Sternen auszeichnete, klinge die Crew genauso kohärent und begeistert wie damals, als sie regelmäßig in Clubs in ihrer Heimatstadt wie dem Green Mill Hof hielt. Diese Bindung sei entscheidend für die scharfen Bewegungen des Quartetts in diesem prägnanten Album. Die Präzision des Quartetts ist besonders ausgeprägt bei Groove-zentrierten Tracks wie Taylors „Batida“. In ähnlicher Weise erweise sich bei Mazureks „Unique Spiral“ ein Gefühl der Einheit als entscheidend, da die scharfen Bewegungen der Gruppe auf die Führung des Trompeters reagieren. Johnsons sich wiederholender Synthesizer-Bass treibe Parker auch leise zu unzähligen Effekten auf Mazureks „Strange Wing“ Good Days zeige, so Cohens Resümée, wie sehr das Quartett ein Teil von Chicagos Geschichte des Free Jazz und der offenen Improvisation bleibe – insbesondere in Mazureks selbstbewusstem Solo zu Alan Shorters „Orgasm“. Diese Sensibilität spiegele sich auch in seinem Solo über spärliche und schimmernde Hintergrundglocken bei „All The Bells“ mit seinen Schattierungen der kleinen Instrumente des Art Ensemble of Chicago wider.
Karl Ackermann, der an das Album ebenfalls vier Sterne vergab, schrieb in All About Jazz, Mazurek führe „als unaufhörlicher Experimentator“ die Gruppe hier in einem sehr zugänglichen und melodischen Ausflug an. Mazureks Trompete sei in ihrer ursprünglichen Form atemberaubend und fügt ein weiteres ätherisches Element hinzu. Im Set vermischten sich eigenwillige Stücke, so der Autor: Taylors Schlagzeug-Solo in „Lomé“ und „All the Bells“, das kontemplative Glocken, das Klirren von Objekten und Mazureks verschwommene, knisternde Piccolo-Trompete hervorheben. Ackermann lobt die telepathische Zusammenarbeit von Mazurek, Taylor und Parker, die zuvor gemeinsam an Dutzenden von Projekten gearbeitet hätten. Johnson ist eine ausgezeichnete, wenn auch etwas zurückhaltende Ergänzung, und seine Klavierarbeit glänze hier. Parkers Beiträge zu Good Days können nicht genug begrüßt werden. ob komplex oder einfach, sein Spiel sei immer sinnvoll. Dieses Album sei ein überlegenes Beispiel dafür, was Reife und Offenheit netto können, resümiert der Autor.
Dave Summer schrieb in Daily Bandcamp: „Obwohl es brandneu klingt, bietet die Musik immer noch die bekannten Scattershot-Rhythmen, geschmeidigen Melodien, Begegnungen mit dem Blues, Flirts mit Drone und Groove-Zwischenspiele, die man von der Gruppe erwartet.“ Good Dayssei der heutige Sound des Jazz, aber für die Musiker, die ihn gemacht haben, sei er auch voller Geschichte. Auf Good Days spiele „eine wilde Melodik“ eine Rolle; bei den meisten Songs sei „die Melodie eine Unschärfe, die durch die Rhythmen reißt wie eine Machete, die durch das Überwachsene schneidet.“ Als Beispiel nennt er den Eröffnungs-Track „Orgasm“, bei dem „ruhige Geduld abrupten Dissonanzausbrüchen Platz macht.“ „Strange Wing“ bewege sich zu einem harmonischen Wendepunkt, der das Gefühl des Driftens im Raum einzufangen scheint. „Währenddessen schwingen Echos der Vergangenheit so stark mit wie Signale der Gegenwart“, schrieb Summer.